# Mesochorus solus
Mesochorus solus là một loài tò vò trong họ Ichneumonidae.